# Romilly Fedden

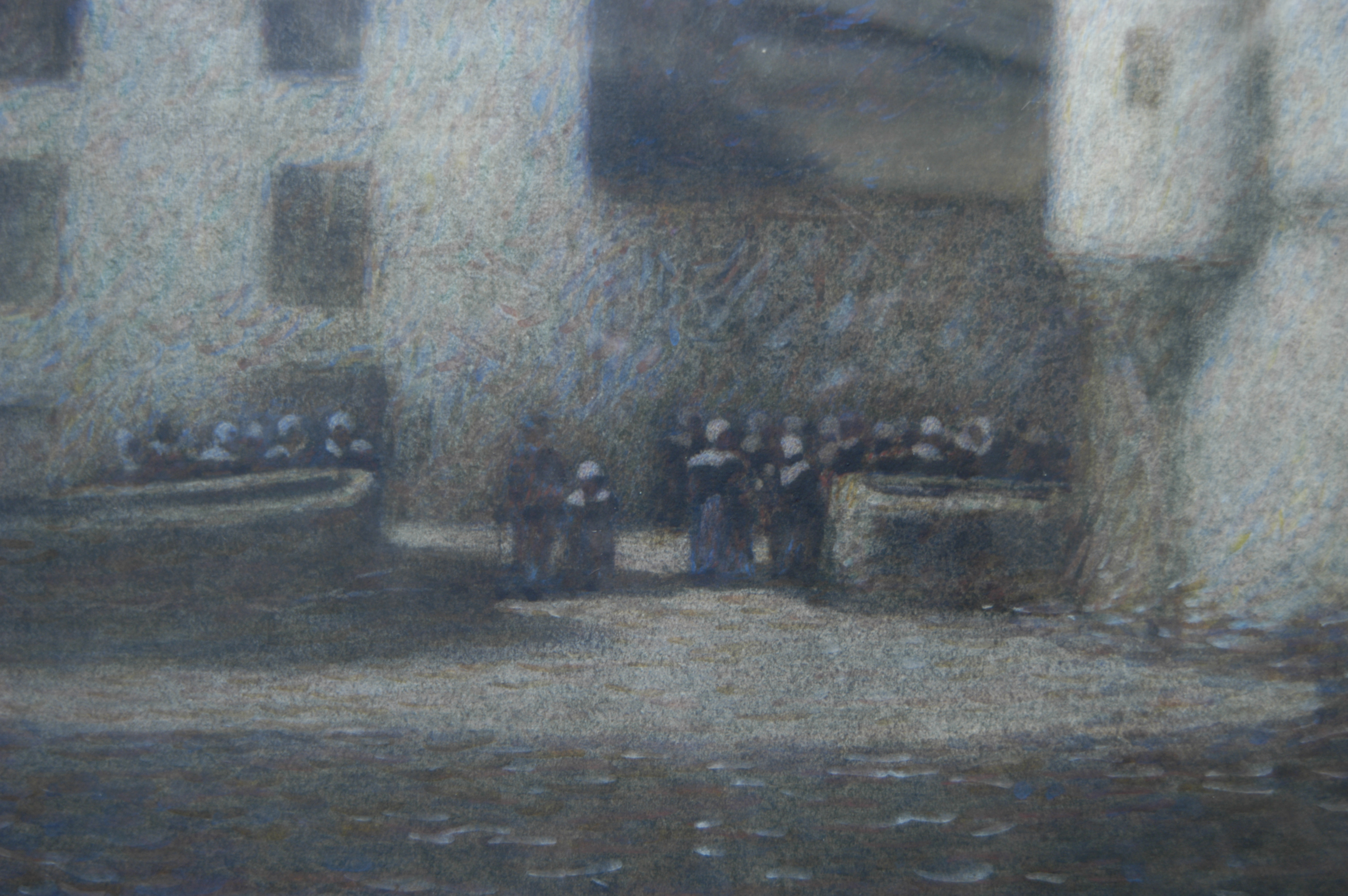
Mulheres bretãs em parte da aquarela Moonlight, Quimperlé, junho de 1902.

Arthur Romilly Fedden (1875–1939) foi um artista e aquarelista inglês. Filho do empresário Henry Fedden, o seu irmão mais novo foi o engenheiro Roy Fedden.
Romilly estudou com Hubert von Herkomer em Bushey, na Académie Julian em Paris e, finalmente, na Espanha. Ele viveu e trabalhou na França, num lugar chamado Chantemesle perto de Vetheuil. Ele era casado com Katharine Waldo Douglas, uma escritora americana; o filho deles, Robin Fedden, também era escritor.
Romilly Fedden escreveu dois livros: Modern Water Color (1918) e Golden Days from the Fishing Log of a Painter in Brittany (1919). Ele também ilustrou um livro escrito pela sua esposa no País Basco.
Ele morreu em decorrência dos ferimentos sofridos no acidente do Sud Express em março de 1939. A sua esposa, que também ficou ferida, também morreu pouco tempo depois.